# Constantí III de Kartli
Constantí II (Mahmud Quli Khan) fou rei de Kakhètia del 1721 al 1732 i rei de Kartli el 1727. Era fill natural d'Irakli I de Kartli i Kakhètia. Fou darugha (prefecte) d'Esfahan el 1703. Succeí al seu germà gran David II de Kakhètia com a rei el maig de 1721 i fou nomenat governador general de Geòrgia pel xa el març de 1722. Va ser governador general (per Pèrsia) d'Erevan, Gandja i Karabagh del 1723 al 1726. Va obtenir el títol de Mahmud Paixà i fou reconegut valí de Kakhètia pel Sultà de Turquia el 5 d'octubre de 1726. En morir Iesse de Kartli (vassall dels turcs) va ser nomenat rei de Kartli per Pèrsia el 1727 però sembla que mai va prendre possessió a causa de la guerra amb els turcs. Casat amb Peri Jan Begum, filla de Shamkal i germana del Governador-General de Siraz, Fars i Bandreb. Casat de segones amb una filla de Fath Ali Khan Daghistani, Itimad ud-Daula, per algun temps primer ministre de Pèrsia. Mort a la batalla de Bejanbagh amb els turcs el 23 de desembre de 1732 i el va succeir el seu germà Teimuraz II.